# Una mujer (telenovela)
Una mujer (producción de Ecuavisa, 1991) fue una telenovela ecuatoriana escrita por Paco Cuesta y Carlos del Valle, producida por Silvia Avilés y dirigida por Paco Cuesta de 20 episodios aproximadamente. 
Protagonizada por la cantante Silvana Ibarra. El tema principal de esta telenovela fue interpretado por la misma protagonista Silvana el cual le dio éxito a la actriz, cantante y artista del momento.

## Sinopsis
Angela (Silvana) es la esposa de Manuel Miranda (Poen Alarcón), un distinguido y muy bien vinculado empresario que maneja junto a su socio, Fernando (Paco Varela), la discoteca número uno de Guayaquil, el Latin Palace. Manuel y el astuto Fernando (el clásico galán untuoso, careciente de principios y que coquetea a toda mujer, incluyendo a la esposa de su socio), mantienen conexiones importantes en el mundo de la política gracias a sus negocios. En efecto, Manuel es amigo cercano del candidato presidencial Andrés Muñoz (Carlos Delgado).
Manuel es fiel a su mujer, trata de ser un hombre correcto, responsable, circunspecto cuando la situación lo amerita, y generoso y amable en todo momento. Sin embargo, Angela se dará cuenta muy pronto que el imperio construido por su marido, parece haber sido una ilusión. Al fallecer en un trágico accidente, el mundo de Angela, patológicamente dependiente de su esposo, cambiará para siempre: una opulente mansión que en realidad era arrendada, una casa de la playa que nunca fue de su propiedad, cuentas, deudas por pagar y acreedores que tocarán su puerta a diario, golpeando las bóvedas de su depresivo y desconsolado encierro, en un mundo atormentado por los secretos póstumos de un hombre que parecía conocer por completo.
Una mujer sola frente al futuro, pero con la fuerza que emergerá necesaria y oportuna para enfrentar las amenazas, las mentiras, la envidia, las adversidades y conflictos, y la desgarradora soledad en esta nueva vida.
Con un reparto estelar, Paco Cuesta narra y dirige la historia del boom de los noventa en telenovelas, Una Mujer, que trascendió en la teleaudiencia ecuatoriana por la magnífica estructuración de su historia, sus polémicas escenas, su ardiente romance, la comicidad de sus personajes, y el talento musical de la artista guayaquileña, Silvana.

## Elenco
- Silvana Ibarra - Angela vd. de Miranda
- Poen Alarcón - Manuel Miranda
- Carlos Delgado - Andrés Muñoz
- Paco Varela - Fernando
- Raúl Varela
- Elsye Villar
- Marina Salvarezza
- Elba Alcandré
- Martha Ontaneda
- Carolina Ossa
- Antonio Aguirre
- Prisca Bustamante
- Catalina de la Cuadra
- Enrico Cardelli
- Xavier Pimentel
- Luis Alberto Serrado
- Enrique Delgado
- Marcos Espin
- Reynaldo Egas
- Laura Suárez
- Ana María Varela
- Angelo Barahona
- Marisela Gómez
- Rafael Gallo
- Pablo Ruiz